# Роберт Брус (филм)
Роберт Брус (енгл. Robert the Bruce) је британски епски историјско-ратни филм из 2019. године, режисера Ричарда Греја, у коме насловну улогу тумачи Ангус Макфадјен, коју је претходно играо у филму Храбро срце (1995). Споредне улоге у филму тумаче Џаред Харис, Ана Хачисон и Патрик Фјугит. Радња прати однос Роберта Бруса са једном сеоском породицом као покретачку снагу у његовој борби за независност Шкотске и каснијој владавини.
Филм је премијерно приказан 23. јуна 2019. у Единбургу, док је у британским биоскопима објављен пет дана касније. Наишао је на помешане реакције критичара, који су похвалили фотографију и фокус на ликове, али су критиковали причу, темпо филма и мањак акције.

## Радња
Године 1306, неко време након погубљења Вилијама Воласа, одржава се мировни сусрет између Роберта Бруса и Џона Комина у једној капели. Комин нуди да се одрекне своје претензије на шкотски престо и подржи Роберта у замену за земљу и новац. Роберт се суочава са Комином, свестан његове намере да га изда Енглезима на месту сусрета, и убија га у двобоју. Настаје хаос када се страже испред капеле сукобе, предвођене Робертовим оданим вазалом, Џејмсом Дагласом.
У зиму 1313. године, Роберт, са само неколицином људи, кампује у шуми. Даглас дели своје уверење са Хамишом, младим дечаком, да се Роберт никада неће предати и да ће их повести ка победи. Роберт их прекида, проглашавајући да је његов рат завршен и наређује им да се врате кући. Три разочарана војника одлучују да заробе Роберта и узму награду за његову главу. Док разматрају да га убију, старији војник тврди да би то био смртни грех. Роберт одлази, а за њим крећу Хамиш и Даглас.
У једној планинској колиби, Мораг Макфи прича свом сину Скоту, нећакињи Ајвер и нећаку Карнију причу о томе како је Роберт убио Комина. Скот, коме је отац погинуо борећи се за Роберта, не показује симпатије према њему. Он примећује Роберта како пролази кроз шуму, али му не прилази. Касније, Скот и Мораг посећују очев гроб и Скот обавештава мајку да је видео Роберта, али она то одбацује.
Три војника сустижу Роберта и нападају га. Он убија двојицу, али га Вил тешко рањава. Роберт успева да побегне и склони се у пећину. Док се налази у пећини, посматра паука како покушава да исплете мрежу, што му успева једним покушајем више него што је Роберт досад уложио у ослобађање Шкотске (према легенди). Вил, у потрази за наградом, доводи групу војника, међу којима је и локални шериф Брандув, на то место. Брандув убија Вила, прикрива истину и почиње потрагу за Робертом, лажно се представљајући као пријатељ. Брандув предаје Робертов мач Карнију на поправку. Карни га носи свом господару Шону, ковачу, где накратко разговара са Шоновом ћерком Бријаном. Скот, Ајвер и Карни налазе рањеног Роберта током лова. Упркос томе што је њихов клан на страни Енглеза, доводе га у Морагину кућу.
Током зиме, Роберт се опоравља и постаје део Морагине породице. Извињава се Скоту због смрти његовог оца, подучава Карнија мачевању и зближава се с Мораг. Одлучује да настави борбу, решен да жртве породица попут њихове не буду узалудне. Једне ноћи, човек одан Брандуву види Роберта у Морагиној кући и пријављује га. Брандув окупља своје људе за напад, али Бријана чује све и упозорава Морагину породицу. Они се припремају за борбу. Ајвер и Скот заузимају положаје на дрвећу са луковима, Карни сакрива мач, а Бријана се скрива у штали.
Брандув удара Мораг, а Роберт му се супротставља, тврдећи да као краљ Шкотске штити њену породицу. Започиње битка у којој, уз помоћ Скота, Ајвер и Бријане, Роберт и Карни одбијају Брандувове људе. Карни оплакује Бријанину смрт, али излазе као победници. Мораг спасава Роберта убијајући Брандува. Након што сахране Бријану, Роберт води породицу у утврђење Ангуса Макдоналда, где их дочекују са добродошлицом. Годинама касније, Мораг посећује Скотов гроб – он је погинуо борећи се за Роберта у бици код Бенокберна 1314. године, која је коначно донела слободу Шкотској.

## Улоге
| Глумац           | Улога            |
| ---------------- | ---------------- |
| Ангус Макфадјен  | Роберт Брус      |
| Ана Хачисон      | Мораг Макфи      |
| Зак Макгауан     | Брандув          |
| Габријел Бејтман | Скот Макфи       |
| Талита Бејтман   | Ајвер Макфи      |
| Брендон Лесард   | Карни Макфи      |
| Дирмад Мурта     | Џејмс Даглас     |
| Ема Кени         | Бријана          |
| Патрик Фјугит    | Вил              |
| Мелора Волтерс   | Илфа             |
| Шејн Кофи        | Финли            |
| Данијел Портман  | Ангус Макдоналд  |
| Сеорас Волас     | Доналд           |
| Кевин Макнали    | Шон              |
| Џаред Харис      | Џон Комин        |
| Ник Фарнел       | Томас            |
| Ђани Капалди     | Дејвид Макдоналд |
| Вари Калви       | Елизабет де Бург |
| Вил Карлсон      | Мајкл            |
| Стивен Марфи     | Црни Комин       |
| Џуда Нелсон      | Хамиш            |
| Ентони Шарп      | Јакобус Крајер   |